# إبراهيم بن محمد آل الشيخ
إبراهيم بن محمد بن إبراهيم آل الشيخ (1339- 1427هـ) عالم سعودي، ووزير عدل سابق، من أحفاد الإمام محمد بن عبد الوهاب، وهو ابن مفتي الديار السعودية محمد بن إبراهيم آل الشيخ.

## نسبه
هو إبراهيم بن محمد بن إبراهيم بن عبد اللطيف بن عبد الرحمن بن حسن بن محمد بن عبد الوهاب، من أسرة آل الشيخ المشهورة وهم من آل مُشَرَّف عشيرة من المَعاضيد من فخذ آل زاخِر الذين هم بطن من الوُهَبة من بني حنظلة من قبيلة بني تميم.

## التعليم
قرأ القرآن وحفظه في الصغر في مدرسة عبد الله بن مفيريج، وفي مدرسة علي بن عبد الله اليماني، ودرس علم التجويد على الشيخ سعد وقاص في مكة المكرمة، ولازم مجالس والده وقرأ عليه في كتب التوحيد والفقه والنحو، ثم التحق بالمعهد العلمي وتخرج في كلية الشريعة بالرياض في عام 1376 هـ، ومن مشايخه الذين أخذ العلم عنهم بالإضافة إلى والده: الشيخ عبد العزيز بن عبد الله بن باز، والشيخ محمد الأمين الشنقيطى، وغيرهم،
والتحق بالسلك الوظيفي مديرا لإدارة الإفتاء، ثم نائبا للمفتي، وبعد وفاة والده تعين رئيسا للإفتاء والإشراف على الشؤون الدينية، وقد نظمت دار الإفتاء في عهده، وسميت: رئاسة إدارات البحوث العلمية والإفتاء والدعوة والإرشاد، واستمر رئيسا لها لمدة ست سنوات، وتم تشكيل هيئة كبار العلماء واختير عضوا فيها ورئيسا للهيئة الدائمة، وقد رأس التوعية في الحج لعدة سنوات.

## ابناؤه
- عبد المحسن بن إبراهيم
- صالح بن إبراهيم
- عبد اللطيف بن إبراهيم
- عبد العزيز بن إبراهيم وله من الأبناء تركي (يعمل في شركة استشارات قانونية في مدينة لندن)[3][4]

- عبد الملك بن إبراهيم
- أحمد بن إبراهيم

## بناته
- نوره بنت إبراهيم
- ساره بنت إبراهيم
- هدى بنت إبراهيم

## مناصبه الحكومية
- المشرف العام على أعمال الدعاة في الخارج وأعمال المرشدين داخل المملكة.
- عضو هيئة كبار العلماء.
- رئيس إدارات البحوث العلمية والإفتاء والدعوة والإرشاد.
- وزيراُ للعدل.
- نائب المفتي العام للمملكة العربية السعودية.
- رئيس مجلس القضاء الأعلى بعد وفاة الشيخ عبد الله بن حميد.
- مستشار في الديوان الملكي.

## وفاته
توفي سنة 1427 هـ